# Baby (Czekanów)
Baby – część wsi Czekanów w Polsce, położona w województwie wielkopolskim, w powiecie ostrowskim, w gminie Ostrów Wielkopolski.
W latach 1975–1998 Baby należały administracyjnie do województwa kaliskiego.